# 제2사단 (베트남 공화국)
제2보병사단(Sư đoàn 2 Bộ binh)은 베트남 공화국군 제1군단 소속의 사단으로, 베트남 공화국의 북부 지역을 방어하는 역할을 맡았다.